# Vela ai Giochi della XXVI Olimpiade
Le competizioni di vela ai Giochi della XXVI Olimpiade si sono svolte dal 22 luglio al 2 agosto 1996 nelle acque davanti Savannah, negli Stati Uniti d'America.
Il programma prevedeva dieci gare: tre maschili, tre femminili e quattro open.

## Podi

### Uomini
| Evento             | Oro                                      | Argento                              | Bronzo                            |
| Mistral (dettagli) | Nikolaos Kaklamanakis                    | Carlos Espínola                      | Gal Fridman                       |
| Finn (dettagli)    | Mateusz Kusznierewicz                    | Sébastien Godefroid                  | Roy Heiner                        |
| 470 (dettagli)     | Spagna Yevhen Braslavets Ihor Matviyenko | Stati Uniti John Merricks Ian Walker | Estonia Victor Rocha Nuno Barreto |

### Donne
| Evento             | Oro                                       | Argento                                | Bronzo                                 |
| Mistral (dettagli) | Lee Lai-shan                              | Barbara Kendall                        | Alessandra Sensini                     |
| Europa (dettagli)  | Kristine Roug                             | Margriet Matthijsse                    | Courtenay Becker-Dey                   |
| 470 (dettagli)     | Spagna Theresa Zabell Begoña Vía Dufresne | Giappone Yumiko Shige Alicia Kinoshita | Ucraina Ruslana Taran Olena Pakholchik |

### Open
| Evento             | Oro                                               | Argento                                            | Bronzo                                            |
| Star (dettagli)    | Brasile Torben Grael Marcelo Ferreira             | Svezia Hans Wallén Bobby Lohse                     | Australia Colin Beashel David Giles               |
| Soling (dettagli)  | Germania Jochen Schümann Thomas Flach Bernd Jäkel | Russia Georgy Shayduko Dmitry Shabanov Igor Skalin | Stati Uniti Jeff Madrigali Jim Barton Kent Massey |
| Laser (dettagli)   | Robert Scheidt                                    | Ben Ainslie                                        | Peer Moberg                                       |
| Tornado (dettagli) | Spagna Fernando León José Luis Ballester          | Australia Mitch Booth Andrew Landenberger          | Brasile Lars Grael Henrique Pellicano             |

## Medagliere
| Pos.   | Paese         | Oro | Argento | Bronzo | Totale |
| ------ | ------------- | --- | ------- | ------ | ------ |
| 1      | Brasile       | 2   | 0       | 1      | 3      |
| 2      | Spagna        | 2   | 0       | 0      | 2      |
| 3      | Ucraina       | 1   | 0       | 1      | 2      |
| 4      | Danimarca     | 1   | 0       | 0      | 1      |
| 4      | Germania      | 1   | 0       | 0      | 1      |
| 4      | Grecia        | 1   | 0       | 0      | 1      |
| 4      | Hong Kong     | 1   | 0       | 0      | 1      |
| 4      | Polonia       | 1   | 0       | 0      | 1      |
| 9      | Regno Unito   | 0   | 2       | 0      | 2      |
| 10     | Australia     | 0   | 1       | 1      | 2      |
| 10     | Paesi Bassi   | 0   | 1       | 1      | 2      |
| 12     | Argentina     | 0   | 1       | 0      | 1      |
| 12     | Belgio        | 0   | 1       | 0      | 1      |
| 12     | Giappone      | 0   | 1       | 0      | 1      |
| 12     | Nuova Zelanda | 0   | 1       | 0      | 1      |
| 12     | Russia        | 0   | 1       | 0      | 1      |
| 12     | Svezia        | 0   | 1       | 0      | 1      |
| 18     | Stati Uniti   | 0   | 0       | 2      | 2      |
| 19     | Israele       | 0   | 0       | 1      | 1      |
| 19     | Italia        | 0   | 0       | 1      | 1      |
| 19     | Norvegia      | 0   | 0       | 1      | 1      |
| 19     | Portogallo    | 0   | 0       | 1      | 1      |
| Totale | Totale        | 10  | 10      | 10     | 30     |